# 苏堃
苏堃（1915年—1986年1月5日），原名李俊，又名李若虚，男，回族，河南沈丘人，中国剧作家和戏剧教育家。

## 生平
1938年参加革命，1939年1月加入中国共产党。
1956年12月至1981年4月任上海戏剧学院党委书记。1981年4月至1984年2月任上海戏剧学院院长。